# Wyrobisko przygotowawcze
Wyrobisko przygotowawcze – wyrobisko podziemne, którego celem jest podział złoża na pola wybierania, stworzenie najkrótszych dróg transportowych i najkrótszej drogi obiegu powietrza. Przez wyrobiska przygotowawcze może zachodzić konieczność odprowadzania wody.